# St. Margarethen an der Sierning
St. Margarethen an der Sierning (auch Sankt Margarethen an der Sierning, bis 1950 nur Margarethen an der Sierning) ist eine Gemeinde mit 1053 Einwohnern (Stand 1. Jänner 2025) im Bezirk St. Pölten in Niederösterreich.

## Geografie
St. Margarethen an der Sierning liegt im Mostviertel in Niederösterreich. Die Gemeinde wird von Süden nach Norden von der Sierning durchflossen, einem linken Nebenfluss der Pielach. Das hügelige Gemeindegebiet liegt zwischen 250 und 300 Meter über dem Meer. Die Fläche umfasst rund fünfzehn Quadratkilometer. Davon werden mehr als achtzig Prozent landwirtschaftlich genutzt, sieben Prozent sind bewaldet.

### Gemeindegliederung
Das Gemeindegebiet umfasst folgende 13 Ortschaften (in Klammern Einwohnerzahl Stand 1. Jänner 2025):
- Eigendorf (19)
- Feilendorf (22)
- Kainratsdorf (9)
- Kleinsierning (12)
- Linsberg (107)
- Oberhofen (18)
- Rammersdorf (46)
- St. Margarethen (607)
- Saudorf (19)
- Türnau (29)
- Unterradl (79) samt Grabenhof
- Wieden (37)
- Wilhersdorf (49)

Die Gemeinde besteht aus den Katastralgemeinden Eigendorf, Feilendorf, Kainratsdorf, Kleinsierning, Linsberg, Margarethen, Oberhofen, Rammersdorf, Saudorf, Türnau, Unterradl, Wieden bei Margarethen und Wilhersdorf bei Margarethen.

### Nachbargemeinden
|           | Markersdorf-Haindorf                        |                 |
| Hürm (ME) | Kompassrose, die auf Nachbargemeinden zeigt | Ober-Grafendorf |
|           | Bischofstetten (ME)                         |                 |

## Geschichte
Im Altertum war das Gebiet Teil der Provinz Noricum.
Der Ort, der ursprünglich Duringenhofen hieß, entstand um 800 mit einer festungsartigen Kirche auf einem Hügel im Ortskern als Kirchensiedlung. Unter den Grafen Poigen-Rebgau wurde im 11. Jahrhundert die der hl. Margaretha geweihte Kirche errichtet. Sie wurde für den Ort namensgebend und war auch die Basis für die Pfarrerhebung 1080. Die früheste urkundliche Erwähnung des Ortes stammt aus der Zeit 1200 bis 1204.
Laut Adressbuch von Österreich waren im Jahr 1938 in der Ortsgemeinde Margarethen an der Sierning ein Fahrradhändler, ein Fleischer, ein Handelsvertreter, ein Friseur, zwei Gastwirte, zwei Gemischtwarenhändler, eine Hebamme, ein Kalkhändler, zwei Maschinenhändler, ein Sattler, ein Schmied, ein Schneider und zwei Schneiderinnen, zwei Tischler, ein Viehhändler, ein Wagner und mehrere Landwirte ansässig.
Mit 10. Oktober 1950 wurde der Name der Gemeinde von Margarethen an der Sierning auf St. Margarethen an der Sierning geändert.

### Einwohnerentwicklung

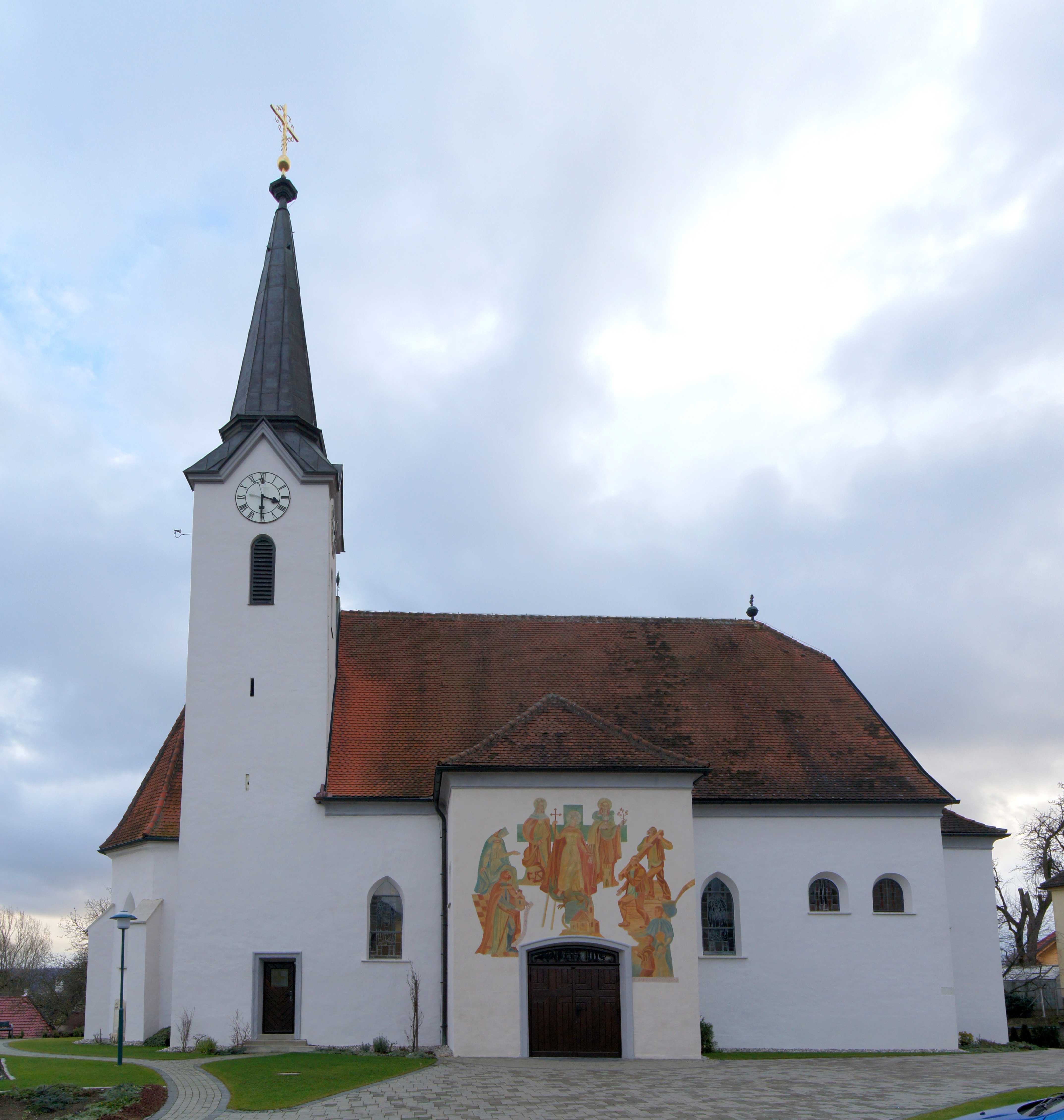
Pfarrkirche

| St. Margarethen an der Sierning: Einwohnerzahlen von 1869 bis 2025 | St. Margarethen an der Sierning: Einwohnerzahlen von 1869 bis 2025 | St. Margarethen an der Sierning: Einwohnerzahlen von 1869 bis 2025 | St. Margarethen an der Sierning: Einwohnerzahlen von 1869 bis 2025 | St. Margarethen an der Sierning: Einwohnerzahlen von 1869 bis 2025 |
| ------------------------------------------------------------------ | ------------------------------------------------------------------ | ------------------------------------------------------------------ | ------------------------------------------------------------------ | ------------------------------------------------------------------ |
| Jahr                                                               |                                                                    |                                                                    |                                                                    | Einwohner                                                          |
| 1869                                                               | 1869                                                               |                                                                    | 784                                                                | 784                                                                |
| 1880                                                               | 1880                                                               |                                                                    | 806                                                                | 806                                                                |
| 1890                                                               | 1890                                                               |                                                                    | 800                                                                | 800                                                                |
| 1900                                                               | 1900                                                               |                                                                    | 819                                                                | 819                                                                |
| 1910                                                               | 1910                                                               |                                                                    | 845                                                                | 845                                                                |
| 1923                                                               | 1923                                                               |                                                                    | 885                                                                | 885                                                                |
| 1934                                                               | 1934                                                               |                                                                    | 894                                                                | 894                                                                |
| 1939                                                               | 1939                                                               |                                                                    | 840                                                                | 840                                                                |
| 1951                                                               | 1951                                                               |                                                                    | 830                                                                | 830                                                                |
| 1961                                                               | 1961                                                               |                                                                    | 814                                                                | 814                                                                |
| 1971                                                               | 1971                                                               |                                                                    | 899                                                                | 899                                                                |
| 1981                                                               | 1981                                                               |                                                                    | 941                                                                | 941                                                                |
| 1991                                                               | 1991                                                               |                                                                    | 1.006                                                              | 1.006                                                              |
| 2001                                                               | 2001                                                               |                                                                    | 1.025                                                              | 1.025                                                              |
| 2011                                                               | 2011                                                               |                                                                    | 994                                                                | 994                                                                |
| 2021                                                               | 2021                                                               |                                                                    | 1.031                                                              | 1.031                                                              |
| 2025                                                               | 2025                                                               |                                                                    | 1.053                                                              | 1.053                                                              |
| Quelle(n): Statistik Austria, Gebietsstand 1.1.2021                |                                                                    |                                                                    |                                                                    |                                                                    |

## Kultur und Sehenswürdigkeiten
- Katholische Pfarrkirche St. Margarethen an der Sierning

## Wirtschaft und Infrastruktur

### Wirtschaftssektoren
In den Jahren 1999 bis 2010 nahm die Anzahl der landwirtschaftlichen Betriebe von 56 auf 44 ab. Von diesen wurden 29 im Haupterwerb geführt. Im Produktionssektor waren 23 Menschen im Bereich Warenherstellung und zwölf in der Bauwirtschaft beschäftigt. Die wichtigsten Arbeitgeber im Dienstleistungssektor waren die Bereiche Handel (24) und soziale und öffentliche Dienste (18 Erwerbstätige).
| Wirtschaftssektor            | Anzahl Betriebe | Anzahl Betriebe | Erwerbstätige | Erwerbstätige |
| Wirtschaftssektor            | 2011            | 2001            | 2011          | 2001          |
| ---------------------------- | --------------- | --------------- | ------------- | ------------- |
| Land- und Forstwirtschaft 1) | 44              | 56              | 37            | 57            |
| Produktion                   | 7               | 6               | 35            | 30            |
| Dienstleistung               | 48              | 24              | 67            | 47            |

1) Betriebe mit Fläche in den Jahren 2010 und 1999
| Im Jahr 2011 lebten 519 Erwerbstätige in St. Margarethen an der Sierning. Davon arbeiteten weniger als hundert in der Gemeinde, mehr als achtzig Prozent pendelten aus. - Eisenbahn: Durch den Norden des Gemeindegebietes verläuft die Güterzugumfahrung St. Pölten. Der Bahnhof St. Pölten ist 15 Kilometer entfernt. In Rammersdorf gab es bis Dezember 2010 einen Bahnanschluss zur sogenannten Krumpe. Von dort aus konnte man entweder nach Ober-Grafendorf oder nach Bischofstetten. Heute wird auf der noch 5 km langen Strecke ein Museumszug betrieben - Straße: Parallel zur Güterzugumfahrung durchquert die West Autobahn A1 den Norden des Gemeindegebietes. Die wichtigste Straßenverbindung ist die Manker Straße B29. | Die zur Anzeige dieser Grafik verwendete Erweiterung wurde dauerhaft deaktiviert. Wir arbeiten aktuell daran, diese und weitere betroffene Grafiken auf ein neues Format umzustellen. (Mehr dazu) |

## Öffentliche Einrichtungen
In St. Margarethen befinden sich ein Kindergarten und eine Volksschule.

## Politik

### Gemeinderat
Im Gemeinderat gab es nach der Gemeinderatswahl 2020 bei insgesamt 15 Sitzen folgende Mandatsverteilung:
| Partei      | 2020    | 2020    | 2015  | 2015    | 2010  | 2010    | 2005  | 2005    |
| Partei      | Prozent | Mandate | %     | Mandate | %     | Mandate | %     | Mandate |
| ----------- | ------- | ------- | ----- | ------- | ----- | ------- | ----- | ------- |
| Liste ÖVP1) | 78,09   | 12      | 78,55 | 12      | 77,49 | 15      | 74,90 | 14      |
| SPÖ         | 15,19   | 2       | 21,45 | 3       | 22,51 | 4       | 25,10 | 5       |
| FPÖ         | 6,72    | 1       |       |         |       |         |       |         |

1) Die „Liste ÖVP“ trat vor 2015 als „ÖVP“ an.

### Bürgermeister
- bis 2020 Franz Trischler (ÖVP)[18]
- seit 2020 Brigitte Thallauer (ÖVP)[19]

### Wappen
Der Gemeinde wurde 1979 folgendes Wappen verliehen: In einem blauen Schild ein von zwei goldenen Ähren begleiteter Bischofstab, überdeckt von einem silbernen Wellenbalken.
Der Bischofsstab weist darauf hin, dass St. Margarethen früher zum Stift Altenburg gehörte. Die zwei goldenen Ähren stehen für die Landwirtschaft und die Wellenbalken für die Lage an der Sierning.
Die Gemeindefarben sind  'Blau-Weiß-Gold'.

### Persönlichkeiten

#### Ehrenbürger
- 1988: Josef Griesmayer[21]
- 2015: Gustav Klingenbrunner, Vize-Bürgermeister[21]
- 2021: Franz Trischler, Bürgermeister[22]